# All the Way
Ne doit pas être confondu avec All the Way (téléfilm).
All the Way, parfois appelée Someday We'll Go All The Way, est une chanson écrite et interprétée par Eddie Vedder en l'honneur de l'équipe de baseball des Cubs de Chicago.
Jouée pour la première fois en public le 2 août 2007, elle est enregistrée devant public les 21 et 22 août 2007 lors d'un concert à l'Auditorium Theatre de Chicago, aux États-Unis. Elle est publiée en single le 18 septembre 2008.
La chanson est un hymne aux Cubs de Chicago, l'équipe de baseball favorite d'Eddie Vedder,. Morceau folk inspiré des chants de marins et des chansons à boire, il réfère aux aspirations des Cubs de remporter la Série mondiale, titre ultime des Ligues majeures de baseball. Le refrain « Someday we'll go all the way » (« Un jour nous irons jusqu'au bout » en français) fait allusion au fait que les Cubs n'ont pas remporté de titre depuis la Série mondiale de 1908. Le morceau fait référence au Wrigley Field et à l'ancien joueur Ernie Banks, surnommé Mr. Cub,.